# Kon Tum (thành phố)
Kon Tum là thành phố tỉnh lỵ cũ của tỉnh Kon Tum cũ.
Nơi đây từ xưa đã là địa bàn cư trú của người Ba Na bản địa, dẫn đến tên gọi Kon Tum, nghĩa là "Làng Hồ" theo tiếng Ba Na. Do nằm ở vị trí đặc biệt; đất đai bằng phẳng, màu mỡ được sông Đăk Bla bồi đắp, và cũng do nhiều yếu tố lịch sử mà vùng đất này dần trở thành nơi định cư của nhiều dân tộc khác nhau; trong đó có người Kinh đến từ các tỉnh Quảng Nam, Quảng Ngãi, Bình Định. Trong những năm 1841–1850, người Pháp trên hành trình lên cao nguyên truyền đạo đã đặt cơ sở Thiên chúa giáo đầu tiên tại đây. Đến năm 1893, chính quyền thực dân Pháp lập Tòa đại lý hành chính Kon Tum do linh mục Vialleton cai quản và kể từ đó tên gọi Kon Tum chính thức được sử dụng, đơn vị hành chính cấp tỉnh được thành lập sau đó cũng mang tên gọi này. Thành phố Kon Tum từ một vùng đất hoang vắng, thưa thớt người trở thành nơi tập trung dân cư, thương mại và hành chính xuyên suốt chiều dài lịch sử của tỉnh Kon Tum. Thành phố Kon Tum hiện đang là đô thị loại II.

## Địa lý

### Vị trí địa lý
Thành phố Kon Tum nằm ở địa hình lòng chảo phía tây nam tỉnh Quảng Ngãi, trên độ cao khoảng 525 m và được uốn quanh bởi thung lũng sông Đăk Bla, cách Thành phố Hồ Chí Minh 654 km về phía bắc, cách thành phố Đà Nẵng 292 km về phía nam, cách thủ đô Hà Nội 1.237 km về phía nam, cách thành phố Pleiku 50 km và cách thành phố Buôn Ma Thuột 229 km, có vị trí địa lý:
- Phía đông giáp huyện Kon Rẫy
- Phía tây giáp huyện Sa Thầy
- Phía nam giáp huyện Chư Păh, tỉnh Gia Lai
- Phía bắc giáp huyện Đăk Hà.

### Khí hậu
Thành phố Kon Tum có đặc điểm khí hậu vùng núi Tây Nguyên, nhưng do nằm ở địa hình thung lũng thấp chịu tác động của hiện tượng gió phơn, khí hậu thành phố có nhiều khác biệt so với các vùng lân cận là độ ẩm, số ngày mưa và lượng mưa hàng năm thấp hơn, nhiệt độ trung bình năm tương đối cao hơn. Sau đây là một số đặc trưng của khí hậu thành phố Kon Tum:
- Nhiệt độ: 
  - Nhiệt độ trung bình hàng năm: 23,5 °C.

| Dữ liệu khí hậu của Kon Tum                                  | Dữ liệu khí hậu của Kon Tum | Dữ liệu khí hậu của Kon Tum | Dữ liệu khí hậu của Kon Tum | Dữ liệu khí hậu của Kon Tum | Dữ liệu khí hậu của Kon Tum | Dữ liệu khí hậu của Kon Tum | Dữ liệu khí hậu của Kon Tum | Dữ liệu khí hậu của Kon Tum | Dữ liệu khí hậu của Kon Tum | Dữ liệu khí hậu của Kon Tum | Dữ liệu khí hậu của Kon Tum | Dữ liệu khí hậu của Kon Tum | Dữ liệu khí hậu của Kon Tum |
| Tháng                                                        | 1                           | 2                           | 3                           | 4                           | 5                           | 6                           | 7                           | 8                           | 9                           | 10                          | 11                          | 12                          | Năm                         |
| ------------------------------------------------------------ | --------------------------- | --------------------------- | --------------------------- | --------------------------- | --------------------------- | --------------------------- | --------------------------- | --------------------------- | --------------------------- | --------------------------- | --------------------------- | --------------------------- | --------------------------- |
| Cao kỉ lục °C (°F)                                           | 33.9 (93.0)                 | 36.2 (97.2)                 | 37.1 (98.8)                 | 37.9 (100.2)                | 39.0 (102.2)                | 35.6 (96.1)                 | 33.7 (92.7)                 | 33.5 (92.3)                 | 32.6 (90.7)                 | 33.5 (92.3)                 | 33.0 (91.4)                 | 32.8 (91.0)                 | 39.0 (102.2)                |
| Trung bình ngày tối đa °C (°F)                               | 28.0 (82.4)                 | 30.2 (86.4)                 | 32.5 (90.5)                 | 33.1 (91.6)                 | 31.5 (88.7)                 | 29.5 (85.1)                 | 28.9 (84.0)                 | 28.7 (83.7)                 | 28.9 (84.0)                 | 28.8 (83.8)                 | 27.7 (81.9)                 | 26.8 (80.2)                 | 29.6 (85.3)                 |
| Trung bình ngày °C (°F)                                      | 20.6 (69.1)                 | 22.4 (72.3)                 | 24.5 (76.1)                 | 25.7 (78.3)                 | 25.3 (77.5)                 | 24.8 (76.6)                 | 24.3 (75.7)                 | 24.1 (75.4)                 | 23.9 (75.0)                 | 23.4 (74.1)                 | 22.2 (72.0)                 | 20.7 (69.3)                 | 23.5 (74.3)                 |
| Tối thiểu trung bình ngày °C (°F)                            | 14.5 (58.1)                 | 16.3 (61.3)                 | 18.6 (65.5)                 | 20.9 (69.6)                 | 21.8 (71.2)                 | 21.9 (71.4)                 | 21.6 (70.9)                 | 21.5 (70.7)                 | 21.0 (69.8)                 | 19.6 (67.3)                 | 17.7 (63.9)                 | 15.5 (59.9)                 | 19.2 (66.6)                 |
| Thấp kỉ lục °C (°F)                                          | 5.5 (41.9)                  | 7.9 (46.2)                  | 8.7 (47.7)                  | 15.5 (59.9)                 | 18.0 (64.4)                 | 18.8 (65.8)                 | 18.1 (64.6)                 | 18.0 (64.4)                 | 16.3 (61.3)                 | 11.9 (53.4)                 | 8.9 (48.0)                  | 5.9 (42.6)                  | 5.5 (41.9)                  |
| Lượng Giáng thủy trung bình mm (inches)                      | 1 (0.0)                     | 10 (0.4)                    | 28 (1.1)                    | 93 (3.7)                    | 220 (8.7)                   | 259 (10.2)                  | 293 (11.5)                  | 325 (12.8)                  | 295 (11.6)                  | 177 (7.0)                   | 62 (2.4)                    | 9 (0.4)                     | 1.771 (69.7)                |
| Số ngày giáng thủy trung bình                                | 0.4                         | 1.2                         | 4.0                         | 9.8                         | 18.5                        | 21.2                        | 23.8                        | 25.8                        | 22.7                        | 14.1                        | 6.0                         | 1.2                         | 148.2                       |
| Độ ẩm tương đối trung bình (%)                               | 71.6                        | 68.0                        | 68.0                        | 72.9                        | 80.0                        | 85.2                        | 86.2                        | 87.8                        | 86.9                        | 82.6                        | 77.7                        | 73.8                        | 78.4                        |
| Số giờ nắng trung bình tháng                                 | 267                         | 248                         | 271                         | 231                         | 197                         | 148                         | 134                         | 129                         | 122                         | 179                         | 208                         | 241                         | 2.374                       |
| Nguồn: Vietnam Institute for Building Science and Technology |                             |                             |                             |                             |                             |                             |                             |                             |                             |                             |                             |                             |                             |

- Mưa: Nằm trong vùng khí hậu Tây dãy Trường Sơn, được chia làm hai mùa rõ rệt:
  - Mùa mưa từ tháng 5 đến tháng 10, lượng mưa chiếm 90% lượng mưa của cả năm
  - Mùa khô từ tháng 11 đến tháng 4 của năm sau, lượng mưa chỉ chiếm 10% lượng mưa của cả năm
  - Lượng mưa trung bình năm: 1.771 mm thấp hơn Pleiku 2.206 mm và các vùng khác có cùng cao độ
  - Số ngày mưa trung bình năm: 148 ngày.
- Lượng nước bốc hơi:
  - Lượng bốc hơi trung bình ngày: 2,2 mm
  - Lượng bốc hơi trung bình tháng cao nhất: 105 mm
  - Tháng thấp nhất: 53 mm.
- Độ ẩm:
  - Độ ẩm tương đối trung bình năm: 78,4%
  - Độ ẩm tương đối trung bình tháng cao nhất: 87,8%.
- Gió: 
  - Hướng gió chính Đông và Đông Bắc về mùa khô
  - Hướng gió chính Tây và Tây Nam về mùa mưa
  - Tốc độ gió trung bình 5,2 m/s
  - Tốc độ gió cao nhất 27 m/s.
- Bão: Khu vực ít chịu ảnh hưởng của gió bão.

### Thủy văn
Thành phố Kon Tum có sông Đăk Bla chảy qua theo hướng từ Đông sang Tây, là một nhánh của hệ thống sông Sê San. Sông Đăk Bla có chiều dài 143 km, lưu lượng lớn nhất 2.040 m³/s, lưu lượng nhỏ nhất 14,1 m³/s, lưu lượng trung bình 106 m³/s.
Do địa hình đầu nguồn sông Đăk Bla dốc, đoạn sông qua thành phố lại uốn khúc, ngoằn ngoèo làm hạn chế dòng chảy nên thường xảy ra ngập lũ vùng trũng hai bờ sông vào mùa mưa. Một nguyên nhân nữa là tình trạng chặt phá rừng đầu nguồn bừa bãi, độ che phủ địa hình giảm dần, gây bất lợi cho vùng hạ du bao gồm thành phố.

## Hành chính
Thành phố Kon Tum cũ có 21 đơn vị hành chính cấp xã trực thuộc, bao gồm 10 phường: Duy Tân, Lê Lợi, Ngô Mây, Nguyễn Trãi, Quang Trung, Quyết Thắng, Thắng Lợi, Thống Nhất, Trần Hưng Đạo, Trường Chinh và 11 xã: Chư Hreng, Đăk Blà, Đăk Cấm, Đak Năng, Đăk Rơ Wa, Đoàn Kết, Hòa Bình, Ia Chim, Kroong, Ngọk Bay, Vinh Quang.
Trên cơ sở Đề án số 362/ĐA-CP ngày 09 tháng 05 năm 2025 của Chính phủ về sắp xếp đơn vị hành chính cấp xã của tỉnh Quảng Ngãi (mới) năm 2025, Ủy ban Thường vụ Quốc hội quyết định sắp xếp để thành lập các đơn vị hành chính cấp xã của thành phố Kon Tum cũ nay thuộc tỉnh Quảng Ngãi như sau:
- Sắp xếp toàn bộ diện tích tự nhiên, quy mô dân số của các phường Quang Trung, Quyết Thắng, Thắng Lợi, Trường Chinh và Thống Nhất thành phường mới có tên gọi là phường Kon Tum.
- Sắp xếp toàn bộ diện tích tự nhiên, quy mô dân số của phường Ngô Mây, phường Duy Tân và xã Đăk Cấm thành phường mới có tên gọi là phường Đăk Cấm.
- Sắp xếp toàn bộ diện tích tự nhiên, quy mô dân số của các phường Trần Hưng Đạo (thành phố Kon Tum), Lê Lợi và Nguyễn Trãi thành phường mới có tên gọi là phường Đăk Bla.
- Sắp xếp toàn bộ diện tích tự nhiên, quy mô dân số của các xã Kroong, Vinh Quang và Ngọk Bay thành xã mới có tên gọi là xã Ngọk Bay.
- Sắp xếp toàn bộ diện tích tự nhiên, quy mô dân số của các xã Đoàn Kết, Đăk Năng và Ia Chim thành xã mới có tên gọi là xã Ia Chim.
- Sắp xếp toàn bộ diện tích tự nhiên, quy mô dân số của các xã Hòa Bình, Chư Hreng, Đăk Blà và Đăk Rơ Wa thành xã mới có tên gọi là xã Đăk Rơ Wa.

| Tên        | Diện tích (km²) | Dân số (người) |
| ---------- | --------------- | -------------- |
| Phường (3) |                 |                |
| Kon Tum    | 19,14           | 77.476         |
| Đăk Cấm    | 66,33           | 29.799         |
| Đăk BLa    | 14,99           | 21.816         |

| Tên       | Diện tích (km²) | Dân số (người) |
| --------- | --------------- | -------------- |
| Xã (3)    |                 |                |
| Ngọk Bay  | 62,09           | 23.391         |
| Ia Chim   | 115,49          | 21.142         |
| Đăk Rơ Wa | 157,98          | 25.221         |

## Lịch sử

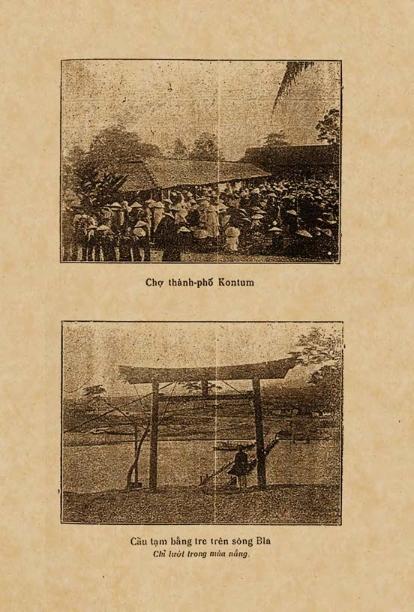
Chợ Kon Tum và cầu tạm vượt sông Đăk Bla những năm đầu thập niên 1930, hình đăng trên Nam Phong tạp chí số 194 xuất bản năm 1934

Theo truyền thuyết của người Ba Na, ở vùng đất nay là xã Chư Hreng - TP Kon Tum có một làng nằm bên cạnh dòng sông Đăk Bla với tên gọi Kon Trang - Or. Lúc ấy, làng Kon Trang - Or rất thịnh vượng với dân số khá đông. Nhưng trong làng bắt đầu có mâu thuẫn về việc chiếm đoạt của cải và bắt người về làm nô lệ. Hai con trai của Ja Xi, một trong số những người đứng đầu làng là Jơ Rông và Uông, vì không thích cảnh tranh đoạt đã cùng người của mình chuyển ra ở riêng, họ đều làm nhà gần một hồ nước nằm cạnh sông Đăk Bla. Địa điểm này rất thuận lợi cho phương thức sống định cư, nên dần dần có nhiều người đến ở, ngày một phát triển thêm đông, lập thành làng mới với tên gọi là Kon Tum. Theo tiếng Việt, Kon Tum có nghĩa là Làng Hồ (Kon là làng, Tum là hồ, ao, bàu nước,...). Từ đó, Kon Tum trở thành tên gọi chính thức cho một làng mới lập của người Ba Na, cạnh dòng Đăk Bla, nơi có nhiều hồ nước trũng.
Trong sách "Les Jungles moïs" xuất bản năm 1912 của tác giả Henri Maitre có nói rằng trước năm 1848, đã có người Chăm, người Trung Hoa, người Khơ me và người Kinh lui tới vùng đất Kon Tum. Song chỉ người Chăm và người Khơ me thì còn để lại dấu vết lúc bấy giờ, như đường đi lên núi, di tích mộ, tàn tích bàn thờ, ít tượng đá Chăm, cách thức làm ruộng từng tầng ở trên núi.

### Người Kinh đến định cư, lập nghiệp (1850)
Cuối đời vua Thiệu Trị, rồi kế đến là vua Tự Đức lên ngôi (1847) nhà Nguyễn ra sắc chỉ "Bình Tây Sát Tả" bố ráp đạo Thiên Chúa. Các nhà truyền giáo người Pháp phải chạy đến Bình Định để trốn tránh sự kiểm soát gắt gao của triều Nguyễn, việc truyền giáo trở nên khó khăn. Đứng trước tình thế đó, Đức Giám mục địa phận Qui Nhơn là Stéphan Cue'not đã cử nhiều thừa sai tìm đường lên vùng cao nguyên (lúc đó còn là rừng núi hoang sơ rậm rạp có rất nhiều thú dữ và chưa có sự kiểm soát của nhà Nguyễn) để lánh nạn và đồng thời tiếp tục truyền đạo nhưng đa số là thất bại.
Đến tháng 4 năm 1848, một linh mục người Việt là Nguyễn Do đã tìm ra con đường đi qua trạm Gò ở phía Bắc An Khê để tránh con đường độc đạo qua An Sơn (An Khê) luôn bị quân triều đình nhà Nguyễn canh giữ nghiêm ngặt. Trong vai một người lái buôn, sau đó ông xin làm người giúp việc cho một người lái buôn khác, nhờ vậy ông phát hiện ra vùng đất Kon Tum.
Năm 1850, Nguyễn Do dẫn một phái đoàn gồm có linh mục Hoàng (Fontaine), Phêrô (P.Combe) và bảy linh mục khác cùng một số học trò người Kinh lên Kon Tum. Đến đây, họ bỏ tiền để chuộc một số người Kinh (phần lớn là người Quảng Nam, Quảng Ngãi) là nạn nhân của các cuộc đánh cướp nô lệ đang sống trong các làng người Xê Đăng, rồi chiêu mộ người Kinh theo đạo Thiên Chúa ở đồng bằng muốn tránh sự truy nã của triều đình, để thành lập những làng người Kinh tại đây.
Lớp người đầu tiên này thấy nơi xứ lạ, đất đai phì nhiêu dễ bề sinh nhai nên họ đã liên lạc với người thân ở đồng bằng (Bình Định, Quảng Ngãi) đưa lên lập nghiệp, rồi dần người đông đúc họ lập nên làng người Kinh đầu tiên ở Gò Mít, lấy tên là làng Trại Lý vào năm 1874, sau đổi thành làng Tân Hương, buổi đầu chỉ có 15 hộ và 100 khẩu.
Đến năm 1933, khu vực xung quanh thành phố Kon Tum ngày nay có 10 làng người Kinh, trong đó có 8 làng theo đạo Thiên Chúa giáo: làng Tân Hương (1874), làng Phương Nghĩa (1882), làng Phương Quý (1887), làng Phương Hòa (1892), làng Phụng Sơn (1924), làng Ngô Thạnh (1925), làng Ngô Trang (1925), và 2 làng không theo đạo: Làng Trung Lương (1914) và làng Lương Khế (1911).

### Giai đoạn những năm 1910-1930

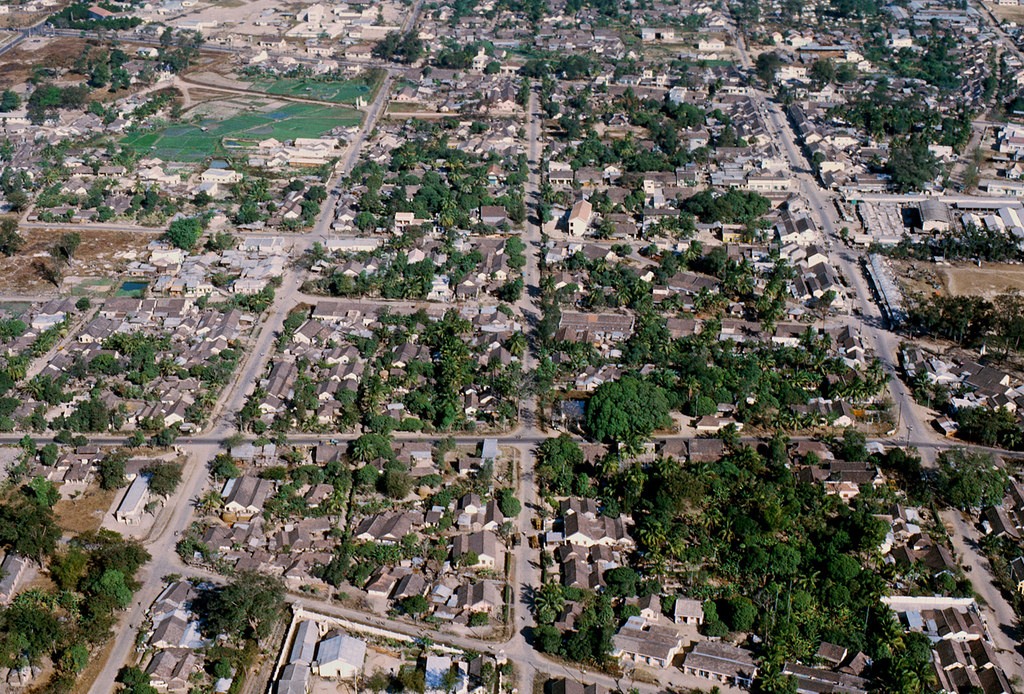
Trung tâm thị xã Kon Tum năm 1972. Ba con đường song song lần lượt từ trái qua phải là Phan Chu Trinh, Lê Lợi, Lê Thánh Tôn (nay là Trần Hưng Đạo)

Dân số thành phố Kon Tum năm 1884 ước khoảng 500 người, năm 1922 là 3.067 người và 1933 là 5.000 người. Sau nửa thế kỷ, dân số thành phố đã tăng lên khoảng 10 lần. Tuy nhiên, đóng góp chủ yếu vào việc tăng dân số thành phố là do các luồng di dân từ đồng bằng lên sinh cơ lập nghiệp hơn là do tăng tự nhiên. Về thương mại, giai đoạn thập niên 1910-1930, các ngành nghề ở Kon Tum hầu như không đáng kể. Đây có thể là hậu quả của chính sách hạn chế buôn bán giữa miền xuôi với Tây Nguyên hồi cuối thế kỷ XIX và tình trạng yếu kém của mạng lưới giao thông nội vùng và liên vùng. Năm 1908, quãng đường từ Pleiku qua Kon Tum là 54 km mà phải đi mất một ngày rưỡi. Sau năm 1930 thì việc đi lại giữa Kon Tum và Quy Nhơn thuận lợi hơn nhờ việc mở rộng đường sá và xây dựng một số cầu bằng xi măng dọc tuyến. Chợ Kon Tum là nơi tập trung buôn bán chính của thành phố, chủ yếu là các sản vật từ rừng núi và từ vườn gia đình. Các sản vật dưới đồng bằng cũng được mang lên thành phố trao đổi với người Thượng và người Lào.
Ngày 3 tháng 12 năm 1929, người Pháp ra nghị định thành lập thành phố Kon Tum (centre urbain). Theo mô tả của tác giả Võ Chuẩn năm 1934 thì thành phố có bề dài khoảng 2 km, bề rộng khoảng 400 m. Khu vực nội thị có 4 làng: Tân Hương, Phương Nghĩa, Trung Lương và Lương Khế. Nhà dân thường làm kiểu có gác, lợp ngói, lát gạch mà theo ông Võ Chuẩn đánh giá thì "nhiều thành phố ở trung châu cũng ít được sạch sẽ và tươm tất như thế". Các cơ sở tôn giáo gồm có nhà Đức cha (nhà thờ chính tòa và tòa giám mục), hai nhà thờ lớn là Tân Hương và Phương Nghĩa, bên cạnh đó là các trường đạo như Cue'not, trường nữ học Sainte-Thérèse; một am bà và chùa Linh Sơn (sau đổi tên thành Bác Ái) đang được xây dựng. Các công sở trong thành phố gồm có tòa công sứ, nhà thương (bệnh viện), sở điện báo, đồn lính khố xanh, 2 nhà lao (nhà tù), ngoài ra còn có rạp chiếu bóng và rạp hát. Việc chiếu sáng của thành phố dựa vào ba máy phát điện: một máy tại tòa công sứ dùng để thắp sáng công sở, nhà thờ và đèn đường xung quanh; một máy của ông Maulini dùng thắp sáng hai khách sạn của ông ta (Auberge des Trois Chevaus và Bungalow), một số nhà dân lân cận và các con đường xung quanh đó. Máy thứ ba tại nhà giám mục Martial Jannin thắp sáng vùng xung quanh.
Theo ghi chép của Võ Chuẩn, các quan chức người Pháp lúc này gồm có: quan công sứ; quan phó công sứ kiêm chức kho bạc; quan tư khố xanh (kiêm chức cảnh sát, thú y, quản lý thị trường và kiểm lâm); 1 quan khố xanh coi lao; quan thầy thuốc lúc trước là người Pháp, sau thay bằng người Việt. Ngoài ra còn có ông Maulini và vợ, lúc trước làm quan đồn khố xanh, sau thôi việc về làm thầu xây dựng, đồng thời làm chủ 2 khách sạn trong thành phố. Trại lính khố đỏ có 1 quan ba, 1 quan hai, 1 quan một, 6 viên đội. Người Việt làm trong các công sở khoảng chừng 30 người.
Theo mô tả của hai tác giả Nguyễn Kinh Chi và Nguyễn Đổng Chi vào thời điểm năm 1933 thì Kon Tum "Phố phường ở rải rác trên bốn, năm con đường", đặc biệt là khu vực gần sông Đăk Bla "đường sá rộng rải, phố xá ngay thẳng. Ban đêm đèn điện sáng choang. Quang cảnh không kém mấy thành phố ở dưới trung châu". Thành phố Kon Tum lúc này được chia thành hai khu: khu phía Tây là nơi tập trung các cơ quan hành chính và khu phía Đông là vùng tập trung sinh sống của dân cư.
- Về cảnh quan hai bên đường Phan Đình Phùng (dùng theo tên gọi hiện nay, thời điểm đó các con đường vẫn chưa được đặt tên), chủ yếu là rừng rậm và xen lẫn đồng hoang. Đoạn từ trường THCS Lý Tự Trọng cũ đến đầu cầu Đak Bla là nơi tập trung nhà ở của các quan lại và cơ quan hành chính tỉnh[24] (khu phía Tây thành phố - theo cách gọi của Nguyễn Kinh Chi, Nguyễn Đổng Chi). Khu vực ngã tư Phan Đình Phùng – Phan Chu Trinh ngày nay vào năm 1914 được phát quang để thành lập làng Trung Lương (đến nay vẫn còn di tích đình Trung Lương ở dọc ven đường Phan Đình Phùng). Từ đây đổ lên phía Bắc đều là rừng rậm. Dấu tích của các cánh rừng đó ngày trước vẫn còn nhận thấy qua những cây lớn như gốc Dong (ngã tư Phan Đình Phùng – Lê Lợi), trong khuôn viên Sở Y tế, chi cục kiểm lâm,...
- Đường Nguyễn Huệ: là một trong hai con đường lớn nhất (cùng với đường Phan Đình Phùng), "sầm uất" nhất, và đồng thời là trục Đông – Tây của thành phố. Với lợi thế chạy dọc theo bờ sông Đak Bla, đường Nguyễn Huệ là nơi cư trú ưa thích của người dân đương thời. Chính ngôi làng Việt đầu tiên – làng Tân Hương (Gò Mít, Trại Lý) – được thành lập sớm nhất (năm 1874) ở dọc theo con đường này. Đường Nguyễn Huệ nối liền khu phía Tây thành phố (khu hành chính, công sở) với khu phía Đông (khu Tân Hương, Phương Nghĩa), đi ngang qua khu dân cư dọc hai ven đường. Năm 1910, khi đặt chân tới mảnh đất Kon Tum, Henri Maitre đã miêu tả cảnh quan đường Nguyễn Huệ như sau: "Khu dân cư có tên Kon Tum nằm về phía đông cánh đồng tuyệt vời Reungao; gồm những chòm xóm nối nhau chạy dài như chuỗi tràng hạt nằm hai bên con đường cái căng như kẻ chỉ giữa hai đầu khúc sông uốn cong của con sông Bla..."[25]

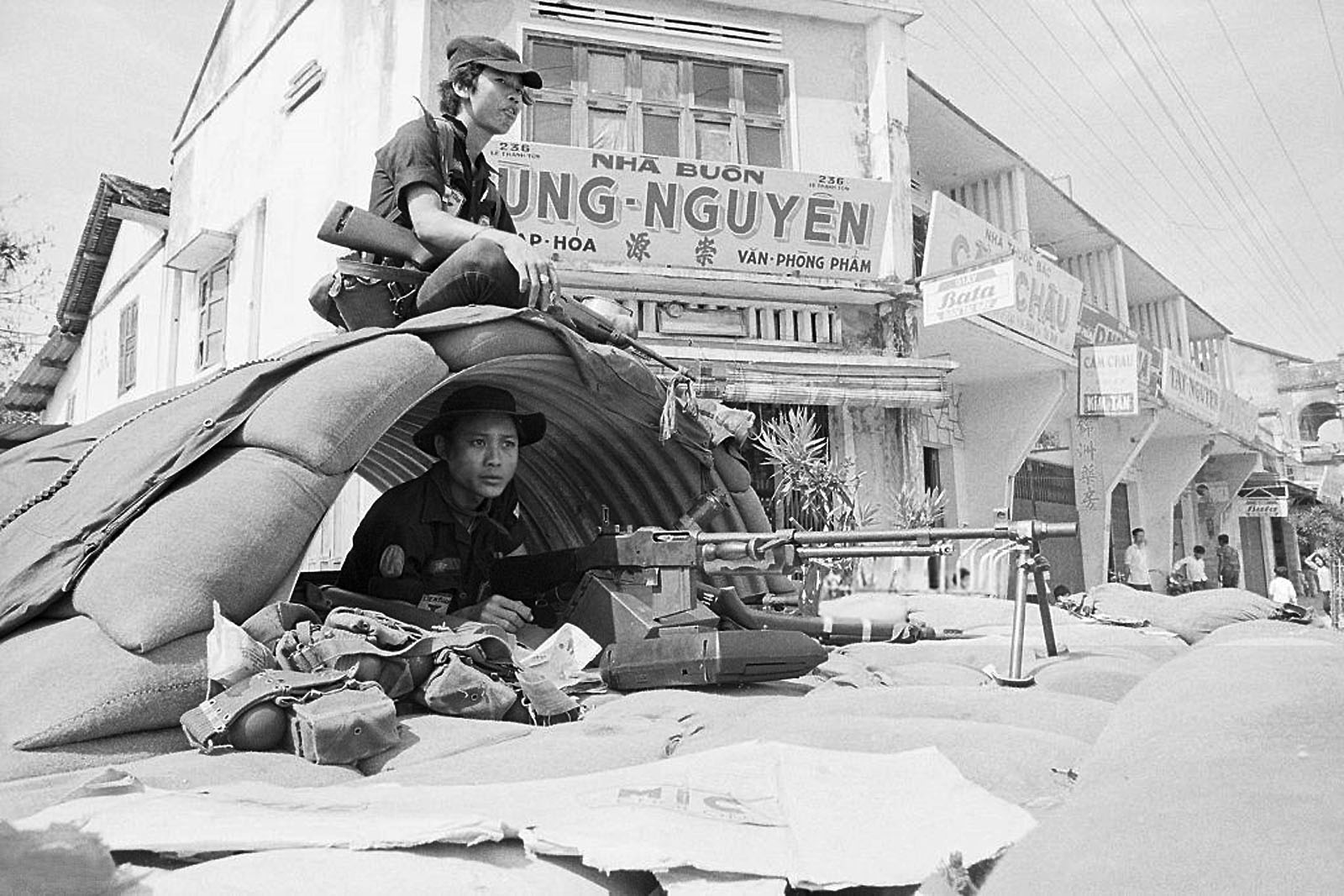
Hai người lính VNCH chốt gác trên đường Lê Thánh Tôn (nay là Trần Hưng Đạo). Ảnh chụp vào tháng 4 năm 1972.

- Đường Trần Phú: là con đường từ thành phố đi lên Đak Cấm, nhưng con đường này có thể mở muộn hơn, vào cuối những năm 1930. Quang cảnh hai bên đường Trần Phú vẫn còn là những cánh rừng rậm rạp. Đến năm 1938, khi làng Võ Lâm thành lập, nơi này mới dần có người đến ở, tuy vậy, quang cảnh vẫn còn rất hoang vu. Theo miêu tả của các giáo dân Võ Lâm đi nhà thờ Tân Hương làm lễ thì "Thời đó muốn đi lễ nhà thờ Tân Hương, phải đi bộ qua những cánh rừng xoài, mít, rừng cây... theo những con đường mòn, rất sợ hãi. Vào dịp lễ Sinh Nhựt (Giáng sinh), từ trưa phải dỡ cơm mang theo đến xin ngủ nhờ nhà người quen gần nhà thờ Tân Hương, để đến nửa đêm dự lễ Sinh Nhựt, đêm hôm đó ngủ lại đến sáng mai mới khăn gói trở về nhà. Còn học sinh đi học trường Têrêxa gần nhà thờ Tân Hương, phải đem theo cơm trưa ở lại học cho tiện, vì đường sá cách trở".[26] Dọc đường Trần Phú hiện nay, trong khuôn viên Hội trường Ngọc Linh vẫn còn một gốc đa cổ thụ, chính là dấu tích còn lại của các cánh rừng đầu thế kỷ XX.
- Đường Bà Triệu: là đường đi vào nhà thương tỉnh lúc bấy giờ. Đường Bà Triệu đoạn nối Phan Đình Phùng – Trần Phú lúc này là một con đường nhỏ chia đôi khu mả Thượng. Từ đó hắt lên phía Trần Phú là những cánh rừng của làng Võ Lâm.

Tháng 6 năm 1931, nhà đương cục lợi dụng sức lao động của các tù chính trị vừa đi làm đường từ Đak Pet về, đã có ý định bắt một chiếc cầu qua sông Đak Bla. Công việc đang tiến hành thì bị hủy bỏ bởi các cuộc đấu tranh của tù chính trị. Vết tích hiện nay vẫn còn một mố đất cao trong khu di tích Ngục Kon Tum. Phải đến một năm sau, chính quyền mới bắc được một chiếc cầu gỗ qua sông (tháng 7-1932) nhưng đến tháng 10 lại bị lũ cuốn trôi mất. Việc đi lại trên sông này vẫn phải dùng phà.

### Sau năm 1975

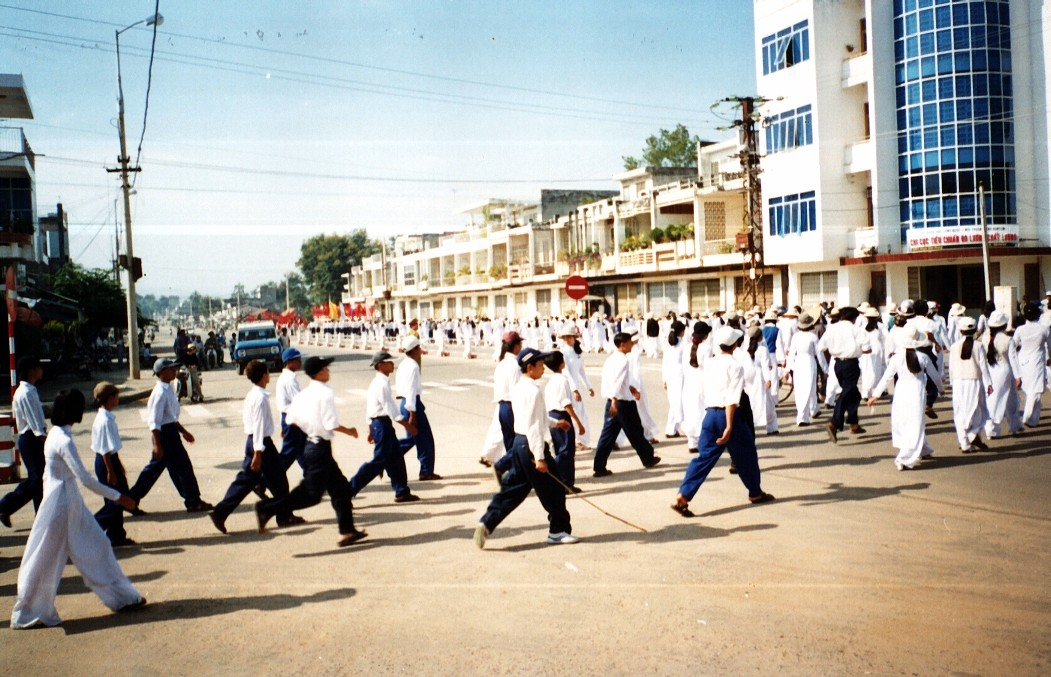
Học sinh diễu hành hưởng ứng Tháng hành động phòng, chống ma túy năm 1997. Ảnh chụp tại ngã tư Phan Đình Phùng - Bà Triệu.

Sau ngày giải phóng ngày 17 tháng 3 năm 1975, thì chính quyền nhân dân cấp Thị xã được thành lập. Tuy nhiên, đến năm 1976, thì thị xã Kon Tum là đơn vị hành chính cấp huyện của tỉnh Gia Lai - Kon Tum, Ban đầu, thị xã Kon Tum có 11 đơn vị hành chính cấp xã, bao gồm 2 phường: Quyết Thắng, Thắng Lợi (nội thị) và 9 xã: Đắk Blà, Đắk Cấm, Đắk La, Đoàn Kết, Hòa Bình, Ia Chim, K'roong, Ngọk Bay, Vinh Quang (đều nằm ở ngoại thị)..
Tuy nhiên, thị xã Kon Tum không phải là tỉnh lỵ của tỉnh Gia Lai - Kon Tum. Mà tỉnh lỵ của tỉnh Gia Lai - Kon Tum là thị xã Pleiku (nay là thành phố Pleiku).
Đầu năm 1976, sáp nhập xã Đắk Uy thuộc huyện H16 cũ (hiện nay là đơn vị hành chính thuộc huyện Đắk Hà) và xã Ya Ly thuộc huyện H67 (hiện nay là đơn vị hành chính của huyện Sa Thầy) vào thị xã Kon Tum. Đồng thời, nâng tổng số đơn vị hành chính của thị xã lên 13 đơn vị hành chính cấp xã, bao gồm 2 phường: Quyết Thắng, Thắng Lợi và 11 xã: Đắk Blà, Đắk Cấm, Đắk La, Đoàn Kết, Hòa Bình, Ia Chim, K'roong, Ngọk Bay, Vinh Quang, Đắk Uy, Ya Ly.
Ngày 10 tháng 10 năm 1978, sáp nhập xã Ya Ly về huyện Sa Thầy mới thành lập để quản lý.
Lúc này, thị xã Kon Tum còn lại 12 đơn vị hành chính cấp xã, bao gồm 2 phường: Quyết Thắng, Thắng Lợi và 11 xã: Đắk Blà, Đắk Cấm, Đắk La, Đoàn Kết, Hòa Bình, Ia Chim, K'roong, Ngọk Bay, Vinh Quang, Đắk Uy.
Ngày 17 tháng 8 năm 1981, Hội đồng Bộ trưởng ban hành quyết định 30-HĐBT. Theo đó: 
- Chia xã Đoàn Kết thành 2 xã: Đoàn Kết và Chư H'reng.
- Chia xã Đắk Cấm thành 2 xã: Đắk Cấm và Ngọk Réo.

Ngày 1 tháng 2 năm 1985, chia xã Đắk La thành 2 xã: Đắk La và Hà Mòn.
Ngày 6 tháng 12 năm 1990, Ban Tổ chức Chính phủ ban hành Quyết định số 543/TCCB-CP. Theo đó:
- Thành lập phường Quang Trung trên cơ sở điều chỉnh một phần diện tích và dân số của phường Quyết Thắng.
- Thành lập phường Thống Nhất trên cơ sở điều chỉnh một phần diện tích và dân số của phường Thắng Lợi.

Ngày 12 tháng 8 năm 1991, tỉnh Kon Tum được tái lập từ tỉnh Gia Lai - Kon Tum, thị xã Kon Tum trở lại là tỉnh lỵ của tỉnh Kon Tum với 17 đơn vị hành chính cấp xã, bao gồm 4 phường: Quang Trung, Quyết Thắng, Thắng Lợi, Thống Nhất và 13 xã: Chư H'reng, Đắk Blà, Đắk Cấm, Đắk La, Đắk Uy, Đoàn Kết, Hà Mòn, Hòa Bình, Ia Chim, K'roong, Ngọk Bay, Ngọk Réo, Vinh Quang.
Ngày 24 tháng 3 năm 1994, điều chỉnh 39.560 hécta diện tích tự nhiên với 24.682 nhân khẩu của thị xã Kon Tum (gồm toàn bộ diện tích tự nhiên và dân số của 4 xã: Đắk La, Hà Mòn, Đắk Uy và Ngọk Réo) để thành lập huyện Đăk Hà.
Thị xã Kon Tum còn lại 41.140 ha diện tích tự nhiên và 90.318 nhân khẩu với 13 đơn vị hành chính cấp xã, bao gồm 4 phường: Thắng Lợi, Thống Nhất, Quyết Thắng, Quang Trung và 9 xã: Ia Chim, Hoà Bình, Chư Hreng, Đắk Blà, Đắk Cấm, Ngọk Bay, Đoàn Kết, Vinh Quang, Kroong.
Ngày 22 tháng 11 năm 1996, thành lập xã Đăk Rơ Wa trên cơ sở trên cơ sở 2.840 ha diện tích tự nhiên và 2.038 nhân khẩu của xã Chư H'reng.
Ngày 3 tháng 9 năm 1998, Chính phủ ban hành Nghị định 69/1998/NĐ-CP. Theo đó:
- Thành lập phường Lê Lợi trên cơ sở điều chỉnh 215 ha diện tích tự nhiên với 2.390 nhân khẩu của xã Chư Hreng, 155 ha diện tích tự nhiên với 898 nhân khẩu của xã Đoàn Kết và 25 ha diện tích tự nhiên với 168 nhân khẩu của xã Hòa Bình. Phường Lê Lợi có 395 ha diện tích tự nhiên và 3.456 nhân khẩu.
- Điều chỉnh 274 ha diện tích tự nhiên và 4.056 nhân khẩu của xã Vinh Quang về phường Quang Trung và thành lập phường Duy Tân trên cơ sở 545,5 ha diện tích tự nhiên và 3.436 nhân khẩu của phường Quang Trung.
- Sau khi điều chỉnh địa giới hành chính:
  - Xã Chư H Reng có 2.758 ha diện tích tự nhiên và 1.381 nhân khẩu.
  - Xã Đoàn Kết có 2.715 ha diện tích tự nhiên và 5.290 nhân khẩu.
  - Xã Hòa Bình có 6.655 ha diện tích tự nhiên và 8.916 nhân khẩu.
  - Phường Quang Trung có 414 ha diện tích tự nhiên và 8.421 nhân khẩu.
  - Xã Vinh Quang có 2.726 ha diện tích tự nhiên và 7.402 nhân khẩu.

Ngày 8 tháng 1 năm 2004, Chính phủ ban hành Nghị định 13/2004/NĐ-CP. Theo đó:
- Thành lập phường Trần Hưng Đạo trên cơ sở 590 ha diện tích tự nhiên và 5.857 nhân khẩu của xã Hòa Bình.
- Thành lập phường Ngô Mây trên cơ sở 550 ha diện tích tự nhiên và 4.035 nhân khẩu của xã Vinh Quang.
- Thành lập phường Nguyễn Trãi trên cơ sở 600 ha diện tích tự nhiên và 3.889 nhân khẩu của xã Đoàn Kết.
- Thành lập phường Trường Chinh trên cơ sở 196,68 ha diện tích tự nhiên với 2.563 nhân khẩu của xã Đắk Blà và 244,20 ha diện tích tự nhiên với 3.690 nhân khẩu của phường Thắng Lợi. Phường Trường Chinh có 440,88 ha diện tích tự nhiên và 6.253 nhân khẩu.
- Sau khi điều chỉnh địa giới hành chính:
  - Xã Hòa Bình còn lại 6.075 ha diện tích tự nhiên và 4.483 nhân khẩu.
  - Xã Vinh Quang còn lại 2.176 ha diện tích tự nhiên và 5.945 nhân khẩu.
  - Xã Đoàn Kết còn lại 2.115 ha diện tích tự nhiên và 3.064 nhân khẩu.
  - Xã Đắk Blà còn lại 4.116,32 ha diện tích tự nhiên và 4.841 nhân khẩu.
  - Phường Thắng Lợi còn lại 515,80 ha diện tích tự nhiên và 8.689 nhân khẩu.

Ngày 7 tháng 10 năm 2005, thị xã Kon Tum được Bộ Xây dựng công nhận là đô thị loại III theo quyết định số 1900/QĐ-BXD.
Ngày 9 tháng 6 năm 2008, thành lập xã Đăk Năng trên cơ sở điều chỉnh 2.291,16 ha diện tích tự nhiên và 3.210 nhân khẩu của xã Ia Chim.
Ngày 10 tháng 4 năm 2009, Chính phủ ban hành Nghị định 15/NĐ-CP về việc thành lập thành phố Kon Tum trên cơ sở toàn bộ diện tích và dân số của thị xã Kon Tum.
Thành phố Kon Tum có 10 phường và 11 xã trực thuộc.
Ngày 20 tháng 12 năm 2013, điều chỉnh địa giới hành chính xã Vinh Quang để mở rộng phường Ngô Mây.
Ngày 10 tháng 1 năm 2023, Thủ tướng Chính phủ ban hành Quyết định số 12/QĐ-TTg công nhận thành phố Kon Tum là đô thị loại II trực thuộc tỉnh Kon Tum.
Ngày 12 tháng 6 năm 2025, Quốc hội đã quyết định sáp nhập tỉnh (Có hiệu lực cùng ngày). Theo đó, tỉnh Kon Tum sáp nhập với tỉnh Quảng Ngãi cho nên thành phố Kon Tum thuộc tỉnh Quảng Ngãi

## Dân số
Thành phố Kon Tum có 20 dân tộc cùng sinh sống.
Thành phố Kon Tum có diện tích 432,98 km², dân số năm 2019 là 168.264 người, trong đó dân số thành thị là 102.051 người chiếm 61% và dân số nông thôn là 66.213 người chiếm 39%, mật độ dân số đạt 389 người/km².
Thành phố Kon Tum có diện tích 433 km², dân số tính đến ngày 31/12/2020 là 205.762 người (đã bao gồm dân số quy đổi) mật độ dân số đạt 475 người/km².

## Du lịch

### Di tích, thắng cảnh
- Nhà thờ chính tòa Kon Tum (Nhà thờ gỗ) với lối kiến trúc Roman kết hợp với kiến trúc nhà sàn của người Ba Na. Nhà thờ do các cố linh mục người Pháp cho xây dựng vào năm 1913
- Tòa Giám mục Kon Tum (Tiểu Chủng viện Thừa sai) có lối kiến trúc pha trộn giữa bản địa và phương Tây một cách hài hòa, được xây dựng trong giai đoạn 1935-1938
- Chùa Bác Ái được xây dựng vào năm 1932, được vua Bảo Đại ban tấm biển "Sắc tứ Bác Ái Tự" vào năm 1933
- Khu di tích lịch sử cách mạng Ngục Kon Tum. Nơi này từng là quần thể khu nhà lao giam giữ những người Cộng sản thời thực dân Pháp. Khu di tích nằm bên bờ sông Đăk Bla, bao gồm nhà truyền thống trưng bày hiện vật, nhà đón tiếp, cụm tượng đài và ngôi mộ tập thể của các liệt sĩ. Nhà lao được xây dựng trong khoảng từ 1915-1917, tuy quy mô không lớn nhưng lại khét tiếng tàn bạo trong thời kỳ 1930-1931. Tại nhà tù này, ngày 25-9-1930, Ngô Đức Đệ đã triệu tập một cuộc họp bí mật tại phòng biệt giam của mình, tuyên bố thành lập Chi bộ Đảng Cộng sản đầu tiên ở Kon Tum[43]
- Một số nhà rông của người Ba Na nằm rải rác ở vùng ven thành phố
- Cầu treo Kon Klor bắc qua sông Đăk Bla
- Cầu Đăk Bla bắc qua sông Đăk Bla
- Hồ thủy điện Yali.

## Giao thông

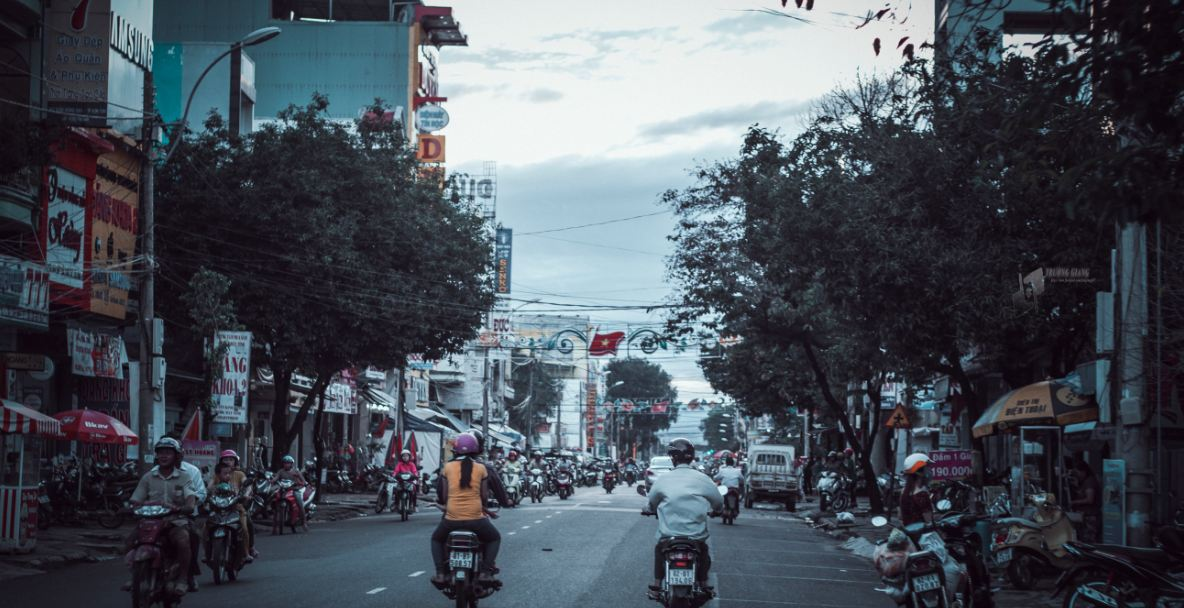
Đường Trần Hưng Đạo

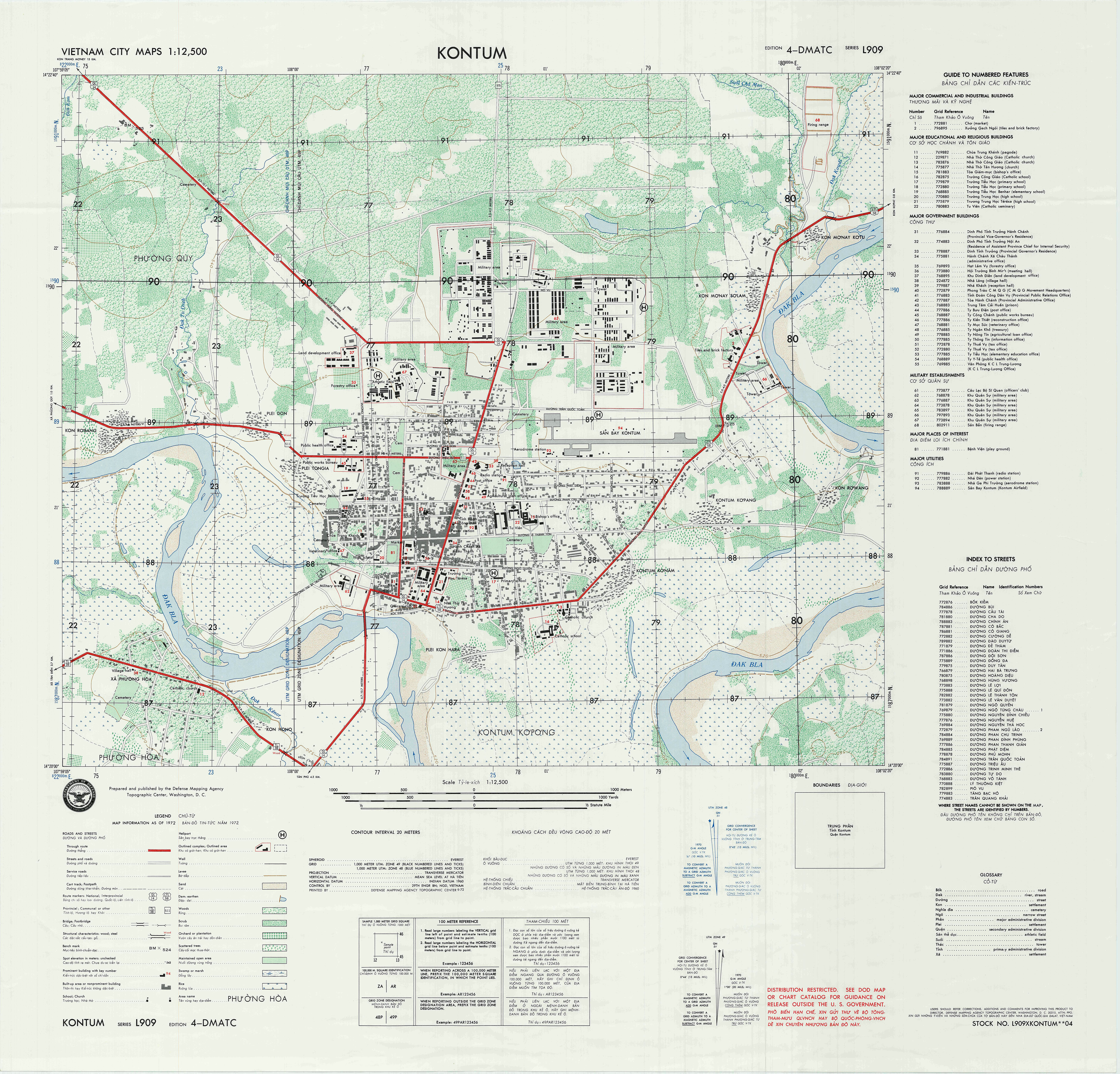
Bản đồ trung tâm thị xã Kon Tum năm 1972

### Đường bộ
Thành phố có hai trục huyết mạch kết nối vùng miền là Quốc lộ 14 (đường Phan Đình Phùng) đi các tỉnh Bắc - Nam, và quốc lộ 24 (đường Duy Tân) đi tỉnh Quảng Ngãi cũng như duyên hải Nam Trung Bộ. Ngoài ra, thành phố còn có tỉnh lộ đường 675 (đường Nguyễn Hữu Thọ) kết nối huyện Sa Thầy, đường 671 đi xã Đăk Cấm và huyện Đăk Hà. Các tuyến đường chính nội thị là Phan Đình Phùng, Duy Tân, Nguyễn Huệ, Trần Hưng Đạo, Trần Phú, Lê Hồng Phong, Bà Triệu, Trường Chinh, Đào Duy Từ, Trần Khánh Dư và Trần Văn Hai.

#### Tên đường trước và sau năm 1975
- Đường Võ Tánh nay là đường Hai Bà Trưng
- Đường Cường Để nay là đường Trần Bình Trọng
- Đường Trình Minh Thế nay là đường Lê Hồng Phong
- Đường Lê Văn Duyệt nay là đường Hoàng Văn Thụ
- Đường Phan Thanh Giản nay là đường Trần Phú
- Đường Cầu Tài nay là đường Nguyễn Trãi
- Đường Phủ Mohn nay là đường Kơ Pa Kơ Lơng
- Đường Duy Tân nay là đường Lý Thái Tổ
- Đường Tăng Bạt Hổ nay là đường Triệu Việt Vương
- Đường Cha Do nay là đường Nguyễn Văn Trỗi
- Đường Tự Do nay là đường Lý Tự Trọng
- Đường Cô Giang nay là đường Trần Cao Vân
- Đường Cô Bắc nay là đường Nguyễn Công Trứ
- Đường Chính Ân nay là đường Yết Kiêu
- Đường Đội Sơn nay là đường Võ Thị Sáu
- Đường Trần Quốc Toản nay là hai đường Trần Nhân Tông và Kim Đồng
- Đường Triệu Ẩu nay là đường Bà Triệu
- Đường Bùi Chu nay là đường Thi Sách
- Đường Phát Diệm nay là đường Hồ Tùng Mậu
- Đường Lê Thánh Tôn nay là đường Trần Hưng Đạo
- Đường Đề Thám nay là đường Hoàng Hoa Thám
- Đường Ngô Tùng Châu nay là đường Nguyễn Bỉnh Khiêm
- Đường Hai Bà Trưng nay là đường Trương Quang Trọng
- Đường Bốk Kiêm nay là đường Bạch Đằng
- Đường Hùng Vương và Phan Đình Phùng nay là Phan Đình Phùng.

### Đường hàng không
Thành phố từng có sân bay quân sự nằm ở trung tâm, đã chính thức dừng hoạt động vào năm 1975. Theo quy hoạch được ban hành năm 2011 của Bộ Giao thông vận tải, một sân bay mới dùng chung quân sự - dân sự sẽ sớm được xây dựng ở xã Ngọc Bay, phía tây bắc trung tâm thành phố. Hiện tại, sân bay Pleiku cách trung tâm thành phố khoảng 43 km là sân bay gần nhất, đáp ứng được nhu cầu di chuyển tới các thành phố lớn trong nước.

## Hình ảnh

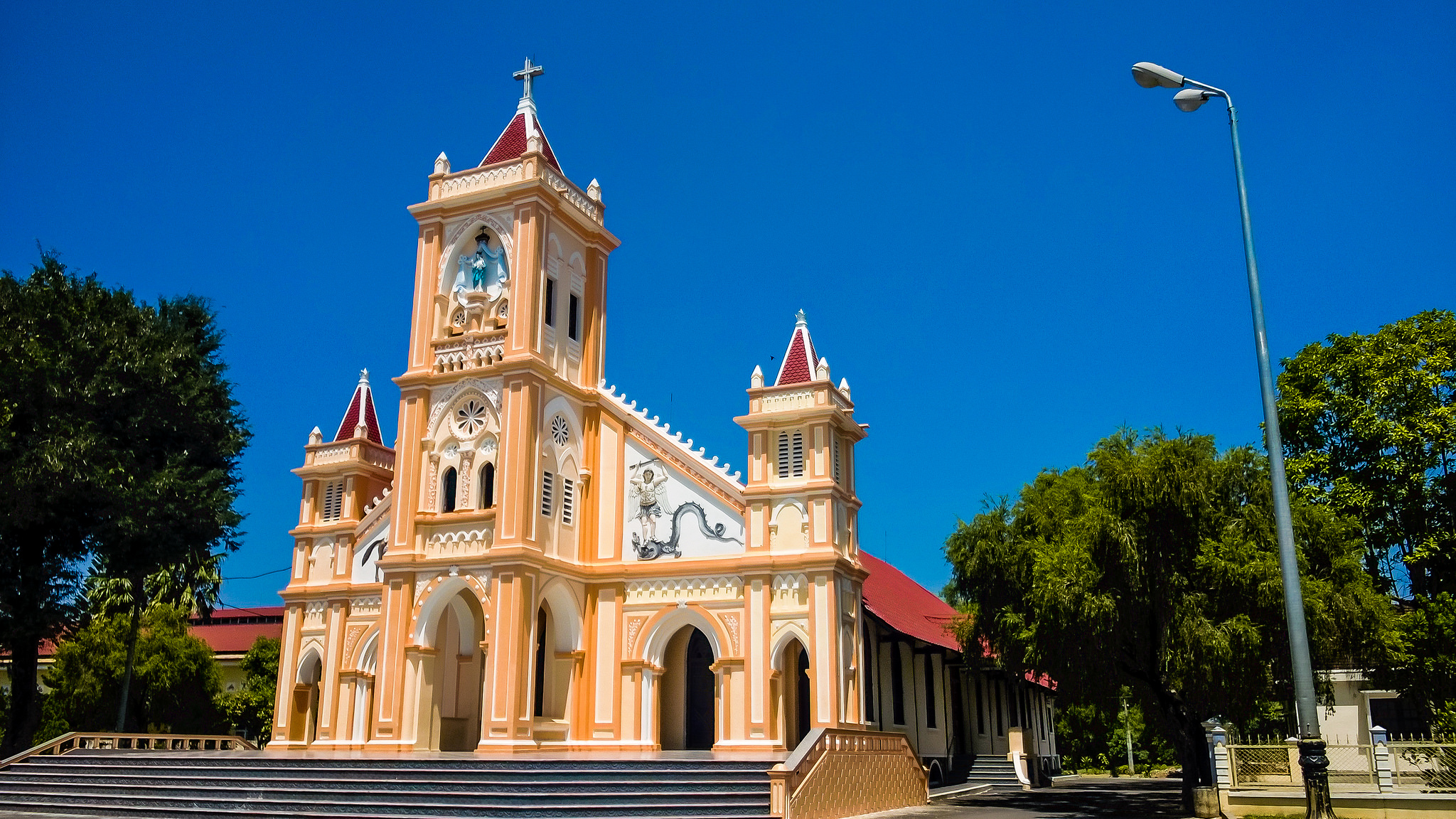
Nhà thờ Tân Hương
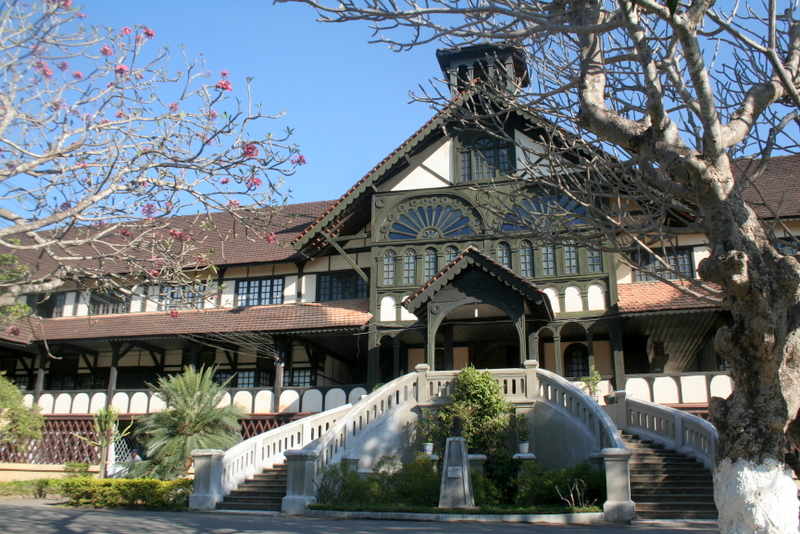
Tòa Giám mục
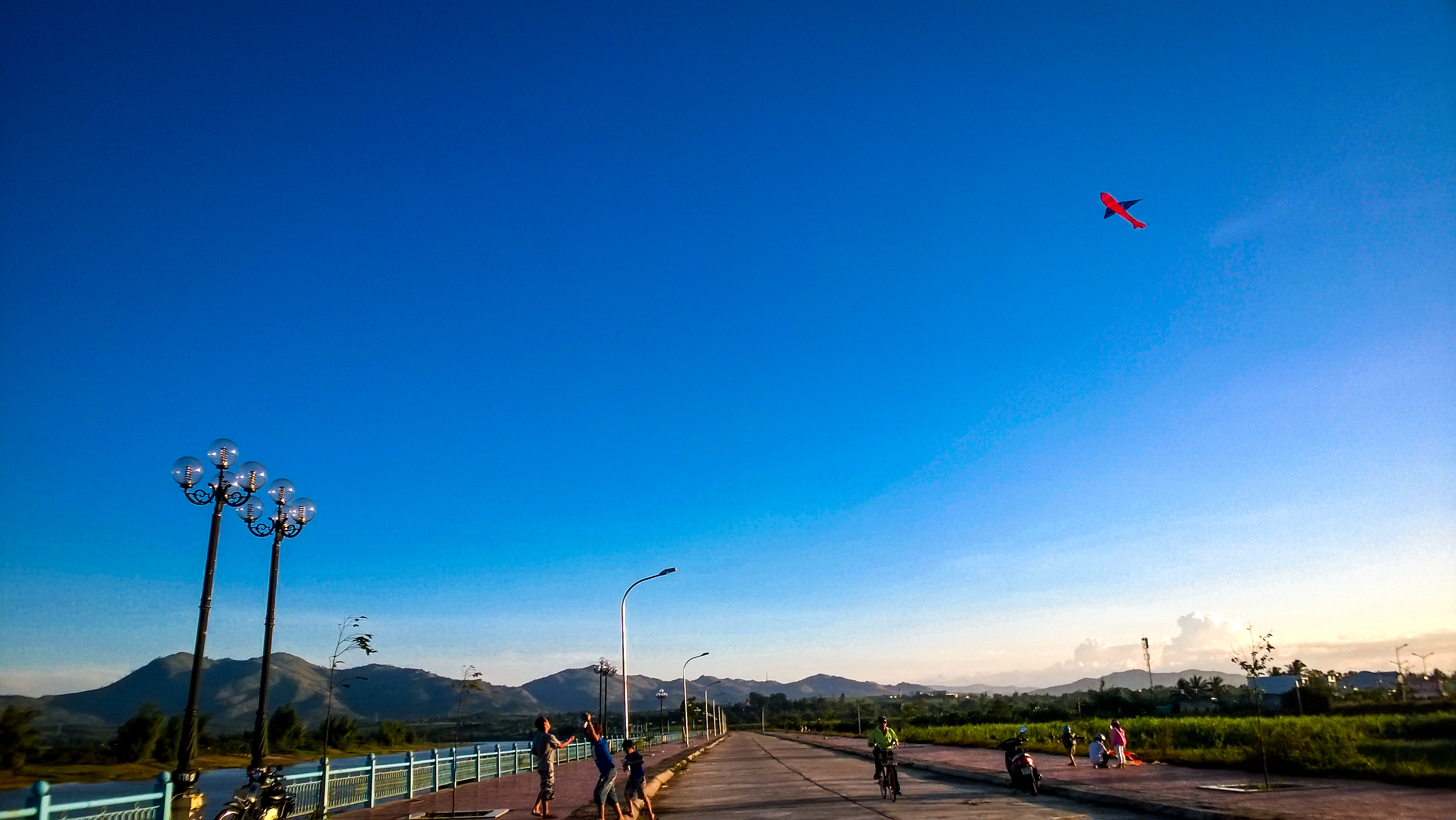
Đường bờ kè phía nam thành phố

### Ảnh chụp năm 1968

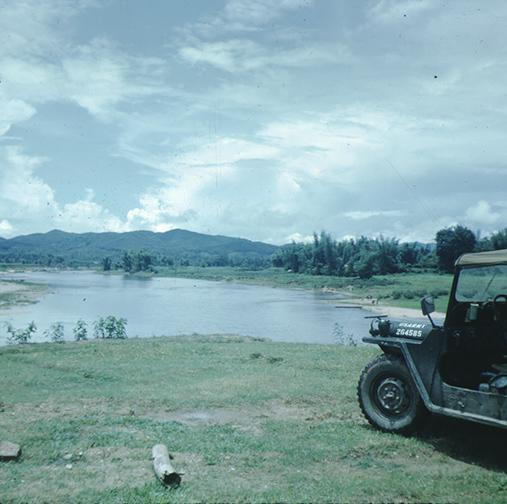
Sông Đăk Bla nhìn từ bờ bắc.
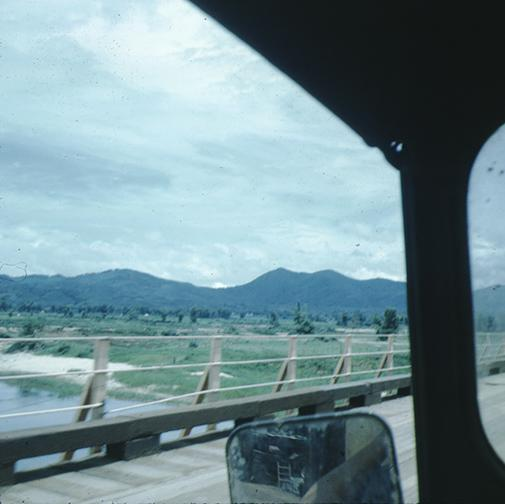
Dãy núi Chư Hreng nhìn từ cầu Đăk Bla.
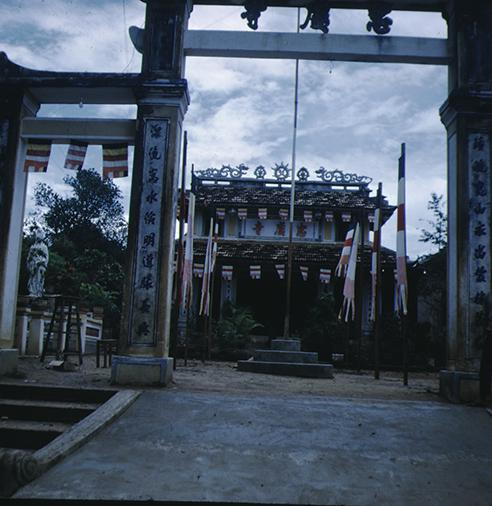
Chùa Trung Khánh.
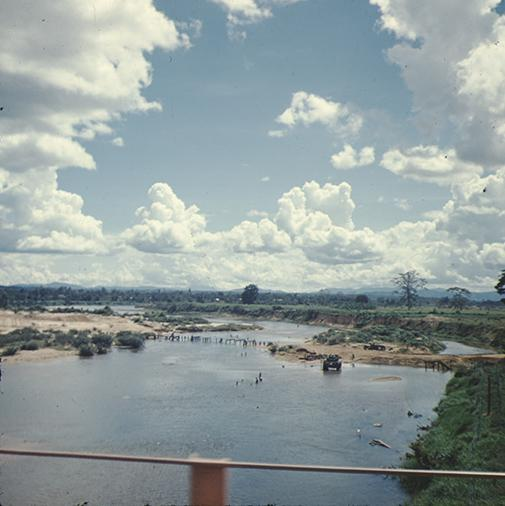
Sông Đăk Bla nhìn về phía Phương Hòa (nay là phường Nguyễn Trãi).
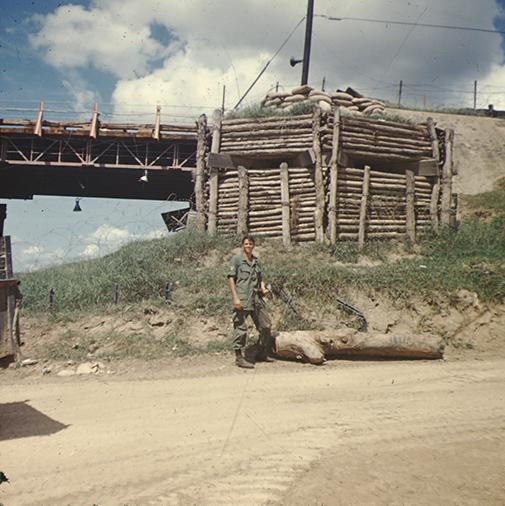
Một lính Mỹ đứng gần lô cốt phía nam cầu Đăk Bla (cũ).

## Thành phố kết nghĩa
- Thành phố Bắc Kạn, tỉnh Bắc Kạn.